# Šanov (okres Rakovník)
Obec Šanov (německy Schanowa, v letech 1939–1945 Schönau) se nachází v okrese Rakovník, kraj Středočeský, zhruba 7 km západně od Rakovníka. Žije zde 575 obyvatel.
Sousedními obcemi sídla jsou Senomaty, Pšovlky, Petrovice a Řeřichy.

## Historie
První písemná zmínka o vsi pochází z roku 1296, kdy patřila Petrovi a Kunrátovi, synům Bohuslava ze Šanova (Bohuzlai de Sanowe).
V letech 1850–1925 k obci patřil Nový Dvůr.

### Územněsprávní začlenění
Dějiny územněsprávního začleňování zahrnují období od roku 1850 do současnosti. V chronologickém přehledu je uvedena územně administrativní příslušnost obce v roce, kdy ke změně došlo:
- 1850 země česká, kraj Praha, politický i soudní okres Rakovník[5]
- 1855 země česká, kraj Praha, soudní okres Rakovník
- 1868 země česká, politický i soudní okres Rakovník
- 1939 země česká, Oberlandrat Kladno, politický i soudní okres Rakovník[6]
- 1942 země česká, Oberlandrat Praha, politický i soudní okres Rakovník[7]
- 1945 země česká, správní i soudní okres Rakovník[8]
- 1949 Pražský kraj, okres Rakovník[9]
- 1960 Středočeský kraj, okres Rakovník
- 2003 Středočeský kraj, obec s rozšířenou působností Rakovník

### Rok 1932
V obci Šanov (891 obyvatel) byly v roce 1932 evidovány tyto živnosti a obchody: 2 cihelny, obchod s dobytkem, družstvo pro rozvod elektrické energie v Šanově, holič, 3 hostince, 2 koláři, 2 kováři, 2 krejčí, malíř, mlýn, 4 obuvníci, pekař, pokrývač, povozník, 6 rolníků, 2 řezníci, 6 obchodů se smíšeným zbožím, obchod se střižním zbožím, 3 švadleny, 2 tesařští mistři, 2 trafiky, zámečník, obchod se zvěřinou a drůbeží.

## Pamětihodnosti

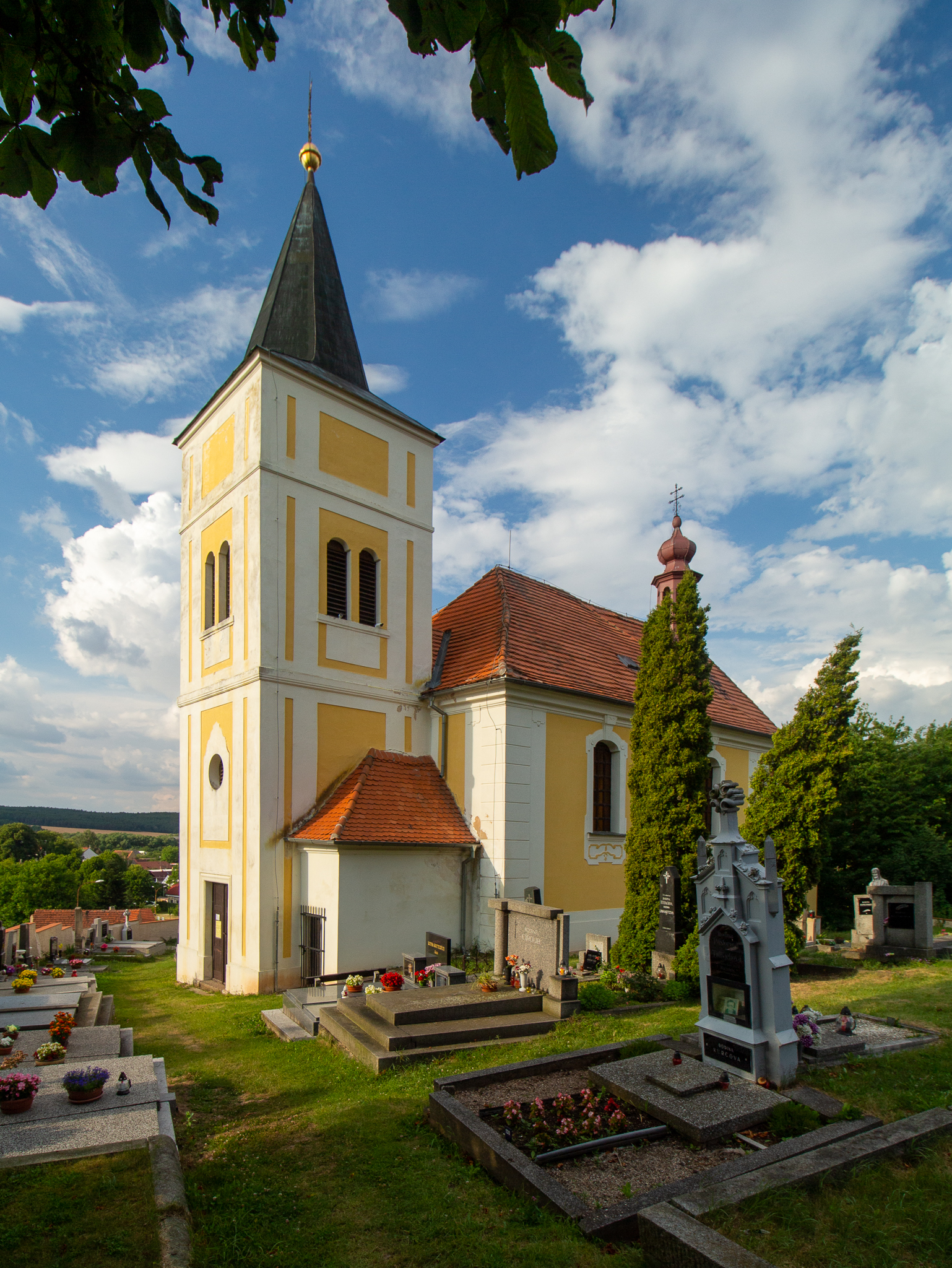
Kostel nanebevzetí Panny Marie

- Kostel Nanebevzetí Panny Marie

## Doprava
Dopravní síť
- Pozemní komunikace – Do obce vede silnice III. třídy. Územím obce vede silnice I/228 Rakovník - Jesenice.
- Železnice – Obec Šanov leží na železniční trati 161 Rakovník - Bečov nad Teplou. Je to jednokolejná regionální trať, doprava byla zahájena roku 1897. Na území obce leží železniční zastávka Šanov.

Veřejná doprava 2011
- Autobusová doprava – V obci zastavovaly autobusové linky Rakovník-Kolešov (v pracovních dnech 1 spoj), Rakovník-Jesenice-Žďár (v pracovních dnech 5 spojů) a Rakovník-Petrovice-Řeřichy (v pracovních dnech 5 spojů) (dopravce ANEXIA s. r. o.).
- Železniční doprava – Po trati 161 mezi Rakovníkem a Jesenicí jezdilo v pracovních dnech 14 párů osobních vlaků, o víkendech 8 párů osobních vlaků.